# Rathors
Els rathors són un clan rajput anomenat Rathor o Rathore (també Rathaur, Rathur o Rathod) que van governar Marwar amb seu a Jodhpur fins al 1949. Es declaren descendents de la dinastia solar (Suryavansha).
El 1194 Muhàmmad de Ghor va derrotar a Jai Chand de Kanauj. El besnet de Jai Chand, Sheoji, un cap de banda amb 200 homes sota la seva direcció, apareix a Marwar entre el 1212 i el 1226, i en endavant els seus descendents van portar el nom de Rathor o Rathore. El 1226 les principals ciutats de Marwar eren Mandor (Mandore) i Pali; la segona fou el primer lloc que Sheoji va conquerir. Mandore no va passar a mans del clan fins al 1395 després de 12 regnats, amb Rao Chunda. Amos indiscutits de Mandore, els descendents de Sheoji es van erigir en el principal clan de la regió. El net de Rao Chunda, Rao Jodha, va construir el fort més important de la regió el 12 de maig de 1459: Jodhpur, no gaire lluny de Mandore. Així l'estat es va convertir en Jodhpur i va persistir fins a la independència de l'Índia.
Hi ha almenys 25 subclans dels rathors: Jodha (reial), Bika (reial de Bikaner/Jangladesh, subdividit en Bika Rangot i Bika Sangot), Barmera, Mahecha, Banirot, Kandhal, Jaitawat, Balawat (Bhadawat), Jaitmalot (Patawat), Kotriya, Pokarna, Chandawat (Champawat), Udawat (Bhadawat Udawat), Medatiya (Mertiya), Sindhal, Kumpawat, Bidawat, Jodha Ratansinghot, Rawatot, Karamsot, Karnot, Sohar, Gaherwar (Gaharwar), Routray, Rao. S'esmenten també els de Vadher, Rupawat i Raipalot.
Diversos principats foren regits per membres del clan rathor: 
- Marwar (1226-1949, primer com a Pali i després com a Mandore; Jodhpur des de 1459)
- Bikaner (1488-1949)
- Kishangarh (1611-1949)
- Idar (1728-1949)
- Ratlam (1651-1949)
- Sitamau (1701-1949)
- Sailana (1730-1949)
- Kotra (1350-1755)
- Alirajpur (1701-1949)
- Manda (1194-1953, com a Manikpur entre 1194 i 1542)
- Poonch (1596-1798)
- Amritpur (1857-present)